# Beatriz Juvera Morales
Beatriz Juvera Morales (Arizpe, Sonora, 29 de julio de 1945) es una bailarina y profesora mexicana. Referente en la danza contemporánea del noroeste del país, Juvera es pionera en la profesionalización de la danza en dicha zona, en la inclusión de los varones en dicha disciplina, y en la formación de varias generaciones de bailarines. Participó en 48 obras de producción coreográfica y teatral.

## Trayectoria
Con tan solo 12 años, en 1957, ingresó a la Academia de Danza de la Universidad de Sonora y en el año de 1970, por invitación de la maestra Martha Bracho, ingresó a la Academia de Danza de la Universidad de Sonora como maestra. En el noroeste del país, la participación de los hombres en el campo de la danza era escasa, Beatriz Juvera se dio cuenta de la ausencia de los varones y en 1974 propuso a la Academia de Arte Dramático de la Universidad de Sonora dirigida por Oscar Carrizosa la inclusión del taller Técnica General de la Danza aplicada al teatro y es así como la Academia de Danza podía contar con hombres con formación técnica para incorporarlos en la danza contemporánea.
En 1974 Beatriz Juvera viajó a Ciudad de México y se incorpora a clases con Madame Dambre, Sonia Castañeda, Bodil Genkel y Gladiola Orozco, además de formar parte del Ballet Folklórico de México creado por Amalia Hernández. En 1975 inauguró su propia academia de danza con el nombre de Truzka. La creación de esta academia fue la antesala para la conformación de la primera compañía de danza Truzka- FONAPAS, Experimental Danza – Teatro en el año de 1979, el cual se presentó oficialmente el 16 de septiembre de ese año con la coreografía Amanecer pendiente. La vida empezará mañana, no vayas a olvidarlo. El grupo Truzka – FONAPAS ya había realizado presentaciones en los Centros de Readaptación Femenil y Varonil de Hermosillo, Sonora.
En 1976 Beatriz Juvera formó parte del equipo fundador del Centro de Educación Artística (Cedart) del Instituto Nacional de Bellas Artes en Hermosillo, Sonora que es un bachillerato orientado a las artes y humanidades, además participó en la creación del Fondo Nacional para la Asistencia Social Sonora y la Casa de la Cultura de Sonora.

### El fenómeno Truzka[4]
La conformación del grupo Truzka, además de la inclusión de hombres al campo de la danza, también marcó un hito en la danza del noroeste del país. Margarita Tortajeda logró conjuntar varias menciones sobre lo que nombró el fenómeno Truzka: 
Promovió una original “propuesta estética con su danza”, “muy nueva y diferente”; favoreció la inclusión de bailarines varones; profesionalizó la actividad de intérpretes y creadores que surgieron dentro del grupo; produjo numerosas obras que difundió en diversos foros; estimuló la interdisciplina, atrayendo a artistas que se sumaron “sin ninguna restricción”;alentó el trabajo colectivo y la participación de los integrantes (siempre bajo la dirección de Beatriz); provocó el surgimiento de la crítica y la fotografía de danza; activó la reflexión del fenómeno dancístico; y estableció un compromiso social y una ética de trabajo.
Dentro del libro Homenaje una Vida se muestra de forma cronológica, un recorrido por las coreografías que desarrollaron dentro del grupo: 
- Juguemos a bailar (m. Antonín Dvorák; texto Luis Enrique García; dirección teatral Óscar Carrizosa, 1980),
- Sonata (m. Vivaldi, 1980),
- Volar (m. Georges Moustaki, 1980),
- Brasil (Grupo E. do Nascimento, 1981),
- Barroco (m. Bach, 1982),
- Mujer (m. Pachelbel, 1983),
- Tengo en la mano un mar de aceite y en la otra una gaviota agoniza (m. José Pablo Moncayo y Silvestre Revueltas, 1983),
- Testimonio (m. Gabino Palomares, Revueltas, Grupo Malasangre, Carlos Chávez y Ravel; poesía Luis Rey Moreno, 1983),
- Canto de siglos (m. Haendel, 1985),
- Run Run (m. Violeta Parra, 1985),
- Yo no fui (m. Revueltas, 1985),
- Cuando todo se acaba (m. Grupo Ataxia, 1986),
- ¡Qué hermosa es la vida! (m. Tanni, Patrick O’Hearn y Sanford Ponder, sobre versos de Jaime Sabines, 1987),
- Soneto (m. Antonio Soler, 1987),
- Desierto (m. I. Albéniz, 1988),
- Cáliz (fragmento de Amanece en el camino, m. Chico Buarque, 1988; en la obra colectiva participaron los coreógrafos Mónica Salcido, Aldo Siles, Juan Izaguirre y Esduardo Mariscal), Stefanie (m. Alfredo Zitarrosa y A. Vollenweider, 1989),
- Canción de nosotros (obra interdisciplinaria de programa completo; canto, Pancho Jaime; poesía, Inés Martínez de Castro; m. Gershwin y Zitarrosa, 1991),
- Habitación sin muros (obra de danza teatro de programa completo; m. Wim Mertens, Georges Moustaki, Zitarrosa, Grupo Tránsito y Soledad Bravo; textos, Inés Martínez de Castro; voz, Beatriz Juvera, 1991)
- Laberinto de voces (m. Leo Brouwer, José Ángel Pérez Fuentes, Bernardo Rubaja y cantos gregorianos, 1994)

Truzka dio su última función el 23 de noviembre de 1994. En el programa de mano, Ricardo León escribió «Truzka surgió y ha dejado huellas por todas partes, incluso allí donde se pretenda lo contrario».

### Participación política
Beatriz Juvera participó en el movimiento estudiantil sonorense en 1967 desde la Universidad de Sonora, además en 1973 se gestó dentro de la misma institución otro movimiento que luchaba por mejores condiciones de desarrollo de la universidad.

### Reconocimientos
- La generación 1983- 1987 del Cedart recibió el nombre de Beatriz Juvera (1987);
- La revista Así le otorgó el nombramiento de «Valor cultural sonorense» (1987);
- Fue nominada al Juanete de Oro por Danza Mexicana, A. C. y el Cenidid Danza (1991 y 1994);
- Un área de la Casa de la Cultura de Hermosillo recibió el nombre de Beatriz Juvera (1991);
- Obtuvo el reconocimiento por su trayectoria artística y labor docente en Sonora por el H. Ayuntamiento de Hermosillo, que además bautizó con su nombre la Biblioteca Pública Municipal (2 de septiembre de 1999);[7]
- Durante el Festival Internacional de Danza Contemporánea de San Luis Potosí (2002) recibió el Premio Raúl Flores Canelo por su labor docente en la danza.
- En 2007 Beatriz decidió jubilarse y la Unison le ofreció un homenaje en el Teatro Emiliana de Zubeldía.
- En 2012 recibió premio a su trayectoria académica por parte del Instituto Sonorense de Cultura, la Escuela de Ballet Ángeles Martínez, Tiare, Núcleo Antares, Escena Ballet, Chassé y Tradición Mestiza.[8]

### Obras de producción coreográfica y teatral[5]
| NOMBRE DE LA PRODUCCIÓN                                           | GRUPO                                                                             | LUGAR DE PRESENTACIÓN                                  | FECHA DE PRESENTACIÓN     |
| ----------------------------------------------------------------- | --------------------------------------------------------------------------------- | ------------------------------------------------------ | ------------------------- |
| Ilusión en un vals                                                | Academia de Danza de la Unison                                                    | Teatro Unison                                          | 12 de abril de 1969       |
| Xilofonías                                                        | Academia de Danza de la Unison                                                    | Teatro Unison                                          | 25 de junio de 1971       |
| A Gilda                                                           | Academia de Danza de la Unison                                                    | Teatro Unison                                          | 7 de junio de 1972        |
| Zapateado                                                         | Academia de Danza de la Unison                                                    | Teatro Unison                                          | 6 de junio de 1973        |
| Fábula sobre jazz                                                 | Academia de Danza de la Unison                                                    | Canal de Televisión Universitaria                      | 1977                      |
| Amanecer pendiente, la vida empezará mañana, no vayas a olvidarlo | Truzka                                                                            | Centro de Readaptación Femenil y Varonil de Hermosillo | Diciembre 15 y 16 de 1979 |
| Forma para principiantes                                          | CEDART                                                                            | Plaza Central de la Casa de la Cultura Sonora          | 30 de junio de 1981       |
| Pequeñas cosas                                                    | CEDART                                                                            | Plaza Central de la Casa de la Cultura Sonora          | 28 de junio de 1982       |
| Carasmas                                                          | CEDART                                                                            | Plaza Central de la Casa de la Cultura Sonora          | 28 de junio de 1982       |
| Tarantela                                                         | CEDART                                                                            | Plaza Central de la Casa de la Cultura Sonora          | 28 de junio de 1982       |
| Festival infantil Cri - Cri                                       | CEDART                                                                            | Plaza Central de la Casa de la Cultura Sonora          | 30 de junio de 1983       |
| Vals para un instructor de arte                                   | CEDART                                                                            | Plaza Central de la Casa de la Cultura Sonora          | 30 de junio de 1983       |
| Marea baja                                                        | CEDART                                                                            | Plaza Central de la Casa de la Cultura Sonora          | 1992                      |
| Mujer                                                             | Truzka                                                                            | Auditorio Cívico del Estado de Sonora                  | 14 de diciembre de 1983   |
| Tengo en la mano un mar de aceite, en la otra una gaviota agoniza | Truzka                                                                            | Auditorio Cívico del Estado de Sonora                  | Noviembre de 1983         |
| Testimonio                                                        | Truzka                                                                            | Auditorio Cívico del Estado de Sonora                  | 29 de abril de 1983       |
| Canto de Siglos                                                   | Truzka                                                                            | Auditorio Cívico del Estado de Sonora                  | 20 de marzo de 1985       |
| Run run                                                           | Truzka                                                                            | Auditorio Cívico del Estado de Sonora                  | 20 de marzo de 1985       |
| Yo no fui                                                         | Truzka                                                                            | Auditorio Cívico del Estado de Sonora                  | 20 de marzo de 1985       |
| Elegía                                                            | Truzka                                                                            | Auditorio Cívico del Estado de Sonora                  | 20 de marzo de 1985       |
| Qué hermosa es la vida                                            | Truzka                                                                            | Plaza Central de la Casa de la Cultura de Sonora       | 19 de febrero de 1987     |
| Soneto                                                            | Truzka                                                                            | s/l                                                    | s/f                       |
| Desierto                                                          | Truzka                                                                            | Plaza Central de la Casa de la Cultura de Sonora       | 11 de marzo de 1988       |
| Cáliz                                                             | Truzka                                                                            | Plaza Central de la Casa de la Cultura de Sonora       | 28 de octubre de 1988     |
| Stefanie                                                          | Truzka                                                                            | Teatro Emiliana de Zubeldía                            | 12 de mayo de 1989        |
| Juguemos a bailar                                                 | Truzka                                                                            | Teatro Emiliana de Zubeldía                            | 18 de junio de 1980       |
| Sonata                                                            | Truzka                                                                            | Teatro Emiliana de Zubeldía                            | 23 de octubre de 1980     |
| Volar                                                             | Truzka                                                                            | Teatro Emiliana de Zubeldía                            | 23 de octubre de 1980     |
| Barroco                                                           | Truzka                                                                            | Plaza Central de la Casa de la Cultura de Sonora       | 11 de junio de 1982       |
| ¿Estoy bien?¿Estás bien?                                          | Truzka                                                                            | Plaza Central de la Casa e la Cultura de Sonora        | 11 de junio de 1982       |
| Brasil                                                            | Truzka                                                                            | Cine "Minero" de Cananea Sonora                        | 27 de noviembre de 1981   |
| Sinfonía India                                                    | Truzka                                                                            | Cine "Minero" de Cananea Sonora                        | 27 de noviembre de 1981   |
| Canción de Nosotros                                               | Truzka                                                                            | Casa de la Cultura de Sonora                           | 1991                      |
| Cuando todo se acaba                                              | Truzka                                                                            | Teatro Emiliana de Zubeldía                            | 4 de febrero de 1986      |
| Habitación sin muros                                              | Truzka                                                                            | Teatro Emiliana de Zubeldía                            | 1991                      |
| Laberinto de voces                                                | Truzka                                                                            | s/l                                                    | s/f                       |
| El fabricante de deudas                                           | --                                                                                | Hotel Internacional de Hermosillo                      | 1974                      |
| La señorita Julia                                                 | --                                                                                | Teatro Universidad de Sonora                           | 1978                      |
| Las cuerdas                                                       | --                                                                                | Teatro Universidad de Sonora                           | 1979                      |
| Yo también hablo de la rosa                                       | --                                                                                | Teatro Emiliana de Zubeldía                            | 1980                      |
| Equus                                                             | Truzka                                                                            | Teatro Emiliana de Zubeldía                            | 1980                      |
| El Burgues Gentilhombre                                           | Truzka                                                                            | Teatro Emiliana de Zubeldía                            | 1994                      |
| Mundo Nocturno                                                    | Taller de Danza Contemporánea de la Academia de Danza de la Universidad de Sonora | Teatro Emiliana de Zubeldía                            | s/f                       |
| Divinas palabras                                                  | Truzka                                                                            | Teatro Emiliana de Zubeldía                            | s/f                       |
| Escúchame                                                         | --                                                                                | Teatro Emiliana de Zubeldía                            | s/f                       |
| Café Literario del Instituto Sonorense de Cultura                 | --                                                                                | Teatro Íntimo de la Casa de la Cultura de Sonora       | 1991                      |
| Regina                                                            | Taller de Danza Contemporánea de la Academia de Danza de la Universidad de Sonora | Teatro Emiliana de Zubeldía                            | Junio de 1991             |
| Lágrima festiva                                                   | --                                                                                | Teatro Emiliana de Zubeldía                            | 1991                      |
| Recital de tangos                                                 | --                                                                                | Teatro Íntimo de la Casa de Cultura de Sonora          | s/f                       |